# Епархия Витербо
Епархия Витербо (лат. Dioecesis Viterbiensis, итал. Diocesi di Viterbo) — епархия Римско-католической церкви с непосредственным подчинением Святому Престолу, входящей в церковную область Лацио. В настоящее время архиепархией управляет епископ Орацио Франческо Пьяцца. Епископ-эмерит — Лино Фумагалли.
Клир епархии включает 97 епархиальных священников, 13 диаконов, 143 монахов, 164 монахини. Адрес епархии: Piazza S. Lorenzo 9/a, 01100 Viterbo, Italia.
Патронами епархии Витербо являются Богоматерь — Мадонна делла Кверча, святая Роза и святой Бонавентура.

## Территория
Епархия включает в себя 99 приходов в 35 коммунах провинции Витербо: Аквапенденте, Арлена-ди-Кастро, Баньореджо, Барбарано-Романо, Блера, Бомарцо, Канепина, Канино, Каподимонте, Кастильоне-ин-Теверина, Челлено, Челлере,  Чивителла-д’Альяно, Фарнезе, Граффиньяно, Гротте-ди-Кастро, Градоли, Искья-Кастро, Латера, Лубриано, Марта, Монтефьясконе, Онано, Орьоло-Романо, Прочено, Пьянсано, Сан-Лоренцо-Нуово, Тессеннано, Тускания, Валентано, Ветралла, Веяно, Вилла-Сан-Джованни-ин-Туша, Витербо и Виторкьяно. Кафедра епископа находится в городе Витербо в церкви святого Лаврентия.

## История
Епархия Витербо был учреждена папой Целестином III в 1192 году. Булла об основании епархии была утеряна, но следующий папа Иннокентий III буллой «Ex privilegio » от 12 октября 1207 года подтвердил решение своего предшественника и объединил новую епархию с епархией Тускании по принципу Aeque principaliter. Первым епископом Витербо стал Иоанн, бывший также епископом Тускании. Кафедра Витербо и Тускании просуществовала следующие восемь столетий.
В 1523 году епархия Непи, ранее объединённая с епархией Сутри, была поставлена в подчинение епископу Витербо, кардиналу Эджидио Антонини, более известному под именем Эджидио да Витербо. После его смерти в 1532 году было восстановлено объединение епархий Непи и Сутри.
Буллой «Ad maius christiani» от 2 мая 1936 года папа Пий XI с епархией Витербо объединил бессрочно и по принципу aeque principaliter Территориальное аббатство Сан-Мартино-аль-Чимино.
8 июня 1970 года монсеньор Луиджи Боккадоро, бывший епископ Монтефьясконе и Аквапенденте, был назначен епископом Витербо и Тускании и аббатом Сан-Мартино-аль-Чимино, таким образом, объединив по принципу In persona episcopi все пять кафедр. В 1971 году он был также назначен апостольским администратором епархии Баньореджо.
Буллой «Qui non sine» от 27 марта 1986 года папа Иоанн Павел II упразднил епархии Тускания, Монтефьясконе, Баньореджо, Аквепенденте и территориальное аббатство Сан-Мартино-аль-Чимино и включил их территории в состав епархии Витербо. Тот же папа благословил епархии в качестве небесного патрона образ Богоматери, известный как Мадонна делла Кверча. С 27 марта 1986 года к названию епархии был присоединён титул Сан-Мартино-аль-Чимино. С 30 сентября 1986 года диоцез стал называться епархией Витербо, Аквапенденте, Баньореджо, Монтефиасконе, Тускании и Монте-Сан-Мартино-аль-Чимино. С 16 февраля 1991 года епархия носит нынешнее название.

## Ординарии епархии

### Кафедра Витербо и Тускании
- Иоанн, кардинал (1192 — 6.04.1199);
- Раньерий (1199 — 1222);
- Филипп (1223 — ?);
- Николай (6.10.1233 — ?);
- Матфей (упоминается в 1235);
- Раньеро Капоччи, кардинал O.Cist. (около 1243 — около 1245);
- Скамбьо Альотти (15.06.1245 — 1253);
- Альферио де Альферис[итал.] (27.01.1254 — 1258);
- Пётр (упоминается в 1259);
- Филипп, O.F.M. (около 1263 — после 20.09.1285);
- Пьетро ди Романуччо Капоччи (24.08.1286 — 1312);
- Иоанн (10.03.1312 — 1318);
- Анджело Тиньози (19.03.1318 — 18.12.1343);
- Бернардо де Лаго (6.02.1344 — 27.07.1347);
- Пётр (13.05.1348 — 15.07.1348);
- Иоанн (15.07.1348 — 1348);
- Пьетро Дюпен (10.12.1348 — 18.11.1350);
- Никколо де Ветули (19.11.1350 — июль 1385);
- Иаков (3.09.1385 — 1389);
  - Лючидо ди Норча, O.E.S.A. (14.12.1390 — 1394) — анти-епископ;
- Амброджо да Парма(1389 — около 1391);
- Джакомо Раньери (1391 — 12.07.1417);
- Джакомо ди Анджелуччо Угоццолини (17.12.1417 — 2.05.1429);
- Джованни Чеккини Каранцони (10.02.1430 — 1460);
- Пьетро ди Франческо Дженнари (19.05.1460 — 4.08.1472);
- Франческо Мария Шеллони, O.F.M. (31.08.1472 — 1491);
- Маттео Чибо (12.12.1491 — 1498);
  - Рафаэль Риарио, кардинал (24 августа 1498 — 16 сентября 1506) — апостольский администратор;
- Оттавиано Риарио (16.09.1506 — после 6.10.1523);
- Эджидио Антонини да Витербо, кардинал (2.12.1523 — 12.11.1532);
  - Никколо Ридольфи, кардинал (16.11.1532 — 6.06.1533) — апостольский администратор;
- Джампьетро Грасси (6.06.1533 — август 1538);
  - Никколо Ридольфи (8.08.1538 — 25.05.1548) — апостольский администратор;
- Никколо ди Антонио Уголини (25.05.1548 — 2.11.1550);
- Себастьяно Гвальтерьо (30.01.1551 — 16.09.1566);
  - Джованни Франческо Гамбара[итал.], кардинал (7.10.1566 — 28.03.1576) — апостольский администратор;
- Карло Монтильи (28.03.1576 — 10.04.1594);
- Джироламо Маттеуччи (5.12.1594 — 21.01.1609);
- Ланфранко Марготти[итал.], кардинал (26.01.1609 — 28.11.1611);
- Тиберио Мути[итал.], кардинал (19.12.1611 — 14.04.1636);
- Алессандро Чезарини, кардинал (14.03.1636 — 13.09.1638);
- Франческо Мария Бранкаччо, кардинал (13.09.1638 — 30.05.1670);
- Стефано Бранкаччо, кардинал (2.06.1670 — 8.09.1682);
- Урбано Саккетти, кардинал (29.03.1683 — 3.10.1699);
- Андреа Сантакроче, кардинал (24.01.1701 — 10.05.1712);
- Микельанджело дей Конти (1.08.1712 — 14.03.1719);
- Адриано Серматтеи (15.03.1719 — 9.04.1731);
- Алессандро дельи Аббати (21.05.1731 — 30.04.1748);
- Раньеро Феличе Симонетти, кардинал (6.05.1748 — 20.08.1749);
- Джакомо Одди, кардинал (22.09.1749 — 2.05.1770);
- Франческо Анджело Пастрович, O.F.M.Conv. (14.12.1772 — 4.04.1783);
- Муцио Галло, кардинал (14.02.1785 — 13.12.1801);
- Дионизьо Ридольфини Конестабиле (26.09.1803 — 17.12.1806);
- Антонио Габриэле Североли, кардинал (11 января 1808 — 8 сентября 1824);
- Гаспаре Бернардо Пьянетти, кардинал (3.07.1826 — 4.03.1861);
- Гаэтано Бедини, кардинал (18.03.1861 — 6.09.1864);
- Маттео Эустакьо Гонелла, кардинал (22.06.1866 — 15.04.1870);
- Луиджи Серафини, кардинал (27.06.1870 — 20.02.1880);
- Джованни Баттиста Паолуччи (27.02.1880 — 9.11.1892);
- Эудженьо Клари (16.01.1893 — 9.03.1899);
- Антонио Мария Грасселли, O.F.M.Conv. (19.06.1899 — 30.12.1913);
- Эмидио Трента (17.07.1914 — 24.01.1942);
- Адельки Альбанези (14.04.1942 — 21.03.1970);
- Луиджи Боккадоро (8.06.1970 — 27.03.1986).

### Кафедра Витербо
- Луиджи Боккадоро (27.03.1986 — 14.03.1987);
- Фьорино Тальяферри[итал.] (14.03.1987 — 30.06.1997);
- Лоренцо Кьяринелли[итал.] (30.06.1997 — 11.12.2010);
- Лино Фумагалли (11.12.2010 — 7.10.2022).
- Орацио Франческо Пьяцца (7.10.2022 - н.вр)

## Статистика
На конец 2014 года из  181 116 человек, проживающих на территории епархии, католиками являлись 174 400 человек, что соответствует 96,3 % от общего числа населения епархии.
| год  | население | население | население | священники | священники        | священники         | священники                           | постоянные диаконы | монахи  | монахи  | приходы |
| год  | католики  | всего     | %         | всего      | белое духовенство | черное духовенство | число католиков на одного священника | постоянные диаконы | мужчины | женщины | приходы |
| ---- | --------- | --------- | --------- | ---------- | ----------------- | ------------------ | ------------------------------------ | ------------------ | ------- | ------- | ------- |
| 1950 | 73.406    | 73.480    | 99,9      | 112        | 66                | 46                 | 655                                  |                    | 115     | 395     | 39      |
| 1969 | 73.783    | 73.783    | 100,0     | 117        | 63                | 54                 | 630                                  |                    | 167     | 420     | 39      |
| 1980 | 83.951    | 85.000    | 98,8      | 96         | 50                | 46                 | 874                                  |                    | 126     | 330     | 44      |
| 1990 | 198.200   | 198.600   | 99,8      | 222        | 150               | 72                 | 892                                  | 2                  | 172     | 548     | 94      |
| 1999 | 162.400   | 163.400   | 99,4      | 189        | 115               | 74                 | 859                                  | 4                  | 123     | 461     | 96      |
| 2000 | 162.400   | 163.400   | 99,4      | 195        | 121               | 74                 | 832                                  | 7                  | 105     | 455     | 96      |
| 2001 | 162.400   | 163.400   | 99,4      | 184        | 116               | 68                 | 882                                  | 7                  | 111     | 455     | 96      |
| 2002 | 180.053   | 181.553   | 99,2      | 187        | 120               | 67                 | 962                                  | 7                  | 105     | 110     | 96      |
| 2003 | 180.053   | 181.553   | 99,2      | 186        | 124               | 62                 | 968                                  | 7                  | 72      | 138     | 96      |
| 2004 | 181.689   | 184.278   | 98,6      | 174        | 112               | 62                 | 1.044                                | 7                  | 117     | 112     | 96      |
| 2010 | 162.837   | 168.001   | 96,9      | 182        | 115               | 67                 | 894                                  | 11                 | 174     | 126     | 96      |
| 2014 | 174.400   | 181.116   | 96,3      | 173        | 112               | 61                 | 1.008                                | 11                 | 184     | 371     | 96      |